# Diane Morgan
Diane Morgan (Bolton, Gran Manchester, 1 d'octubre de 1975) és una escriptora i actriu comediant anglesa, coneguda pel seu paper humorístic com a Philomena Cunk – a Charlie Brooker Weekly Wipe, i com a presentadora dels documentals ficticis Cunk on Christmas, Cunk on Shakespeare, Cunk on Britain i Cunk on Other Humans. També ha treballat amb el comediant Joe Wilkinson formant el duo de còmic Two Episodes of Mash.
A més se la coneix pels seus papers a Rovers, d'Sky One, juntament amb en Wilkinson, com a Liz a la comèdia de situació Motherland de la BBC Two i com a Kath a la sèrie d'humor negre de Netflix After Life.

## Carrera
Va estudiar a la East 15 Acting School abans d'interpretar el paper de Dawn a Phoenix Nights de Peter Kay. Com a monologuista va obtenir el 2n premi al Hackney Empire New Act of the Year Award 2006 i va ser finalista l'any 2006 als Funny Women Awards.
Més tard, Morgan i Joe Wilkinson van formar el duo d'esquetxos Two Episodes of Mash. El 2008, van actuar al Fringe del Festival d'Edimburg, repetint els dos anys següents, i ha aparegut a l'espectacle de notícies satíric de Robert Webb Robert's Web. El 2012, el grup va completar la seva segona sèrie radiofònica de la BBC (co-starring David O'Doherty), i aparegut a la BBC Three Live at the Electric.
Des de 2020 protagonitza la sèrie de la BBC Mandy, escrita i dirigida per ella mateixa.

## Vida personal
Es va criar a Farnworth i Kearsley a Bolton, Greater Manchester. Viu a Bloomsbury, Londres, amb la seva parella en Ben Caudell, un productor de comèdia de la BBC.